# Takács Dániel (színművész)
Takács Dániel (Nagykanizsa, 1986. október 9. –) magyar színész, bábművész, zenész.

## Életpályája
Nagykanizsán született, 1986. október 9-én. Szombathelyen, a Berzsenyi Dániel Tanárképző Főiskolán ének-zene, karvezető szakon szerzett diplomát. Színészetet is itt tanult, a Weöres Sándor Színház színészképzős stúdiósaként 2008-tól egyik alapító tagja volt a szombathelyi állandó társulatnak, és 2011-től a városban működő Mesebolt Bábszínházhoz szerződött.

„…a szombathelyi egyetem ének-zene, karvezetés szakára vettek fel, és épp abban az évben indult az egyetemi színészképzés Zsurzs Kati vezetésével. Közben megalakult a Weöres Sándor Színház, ahol még hallgatóként kezdtem dolgozni, innen szerződtem át a Mesebolt Bábszínházba.”

Színészi, bábszínészi munkái mellett zenészként, hangszerelőként, zeneszerzőként is tevékenykedik. Dolgozott például a Napsugár Bábszínháznál, a
Csodamalom Bábszínháznál, a Ciróka Bábszínháznál, a Harlekin Bábszínháznál, a Bóbita Bábszínháznál, a KL Színháznál, a Griff Bábszínháznál is, ez utóbbinál zenei vezetőként is.
2017–2018-ban ösztöndíjasként, párjával Lehőcz Zsuzsával, egyéves tanulmányúton vettek részt Indonéziában, Közép-Jáván, a Surakartai Művészeti Egyetemen, ahol tradicionális árnyjátékot tanultak.

„ A pályázatot itthon az Indonéz Nagykövetség hirdeti meg…a több mint 650 ösztöndíjasból 32 magyar volt. Az eredeti tervünk az volt, hogy wayang kulitot, azaz tradicionális árnyjátékot tanulunk majd az egyetemen, megérkezve viszont megismerkedtünk a többi közép-jávai művészeti ággal - tánccal és gamelán zenével…”

2019-2024 között a debreceni Csokonai Nemzeti Színház társulatának művésze volt.

## Fontosabb színházi szerepei
- Arisztophanész – Hamvai Kornél – Nádasdy Kálmán: Lüzisztraté... Erosz
- Bogdan Edmund Szczepański: Akárki... Halál
- Georges Feydeau – Maurice Desvallieres: A tartalék tartalékos... Cseprő tizedes (rajparancsnok)
- Jeles András – Victor Hugo: A nevető ember... Gwynplaine
- Madách Imre: Az ember tragéfiája... Negyedik polgár; A zenész
- Molnár Ferenc: Játék a kastélyban... Gál
- Xavier Daugreilh: Őszintén szólva... François
- L. Frank Baum – Harold Arlen – E. Y. Harburg: Óz, a csodák csodája... Marvel professzor; Óz
- Andrzej Saramonowicz: Tesztoszteron... Janis
- Sütő András: Csillagvitéz (Kalandozások Ihajcsuhajdiában)... szereplő
- Öt az egyben – (rendező: Czukor Balázs) ... szereplő
- Egressy Zoltán – Dömötör Tamás: 9700... zenész
- Hans Christian Andersen: A rút kiskacsa... szereplő
- Grimm fivérek: A vitéz szabólegény ... szereplő
- Galuska László Pál – Grimm fivérek: A farkas és a kecskegidák... szereplő
- Weöres Sándor: A holdbéli csónakos... szereplő
- Urbán Gyula: Minden egér szereti a sajtot... szereplő

## Színházi zenéiből
- Galuska László – Grimm fivérek: A farkas és a kecskegidák (Mesebolt Bábszínház)
- Plázs – Hurrá, nyaralunk! (Mesebolt Bábszínház)
- Dobronka cirkusz világszám (Mesebolt Bábszínház)
- Vackor az óvodában (Mesebolt Bábszínház)
- Václav Ctvrtek – Máté Angi – Markó Róbert: Moha és Páfrány (Griff Bábszínház)
- Boráros Milada – Schneider Jankó – Nagy Viktória Éva: Jancsi és Juliska édes álma (KL Színház)
- Holle anyó (Mesebolt Bábszínház)
- Jevgenyij Lvovics Svarc  – Ábrahám Eszter: Hókirálynő (Bóbita Bábszínház)
- Dobronka cirkusz világszám (Mesebolt Bábszínház)
- Markó Róbert: Sárkányölő Sebestyén (Bóbita Bábszínház, KL Színház, Magamura Alkotóműhely)
- Markó Róbert: A Kisgömböc (KL Színház)